# Конте, Антонио (фехтовальщик)
Анто́нио Ко́нте (итал. Antonio Conte; 11 декабря 1867, Минтурно — 4 февраля 1953, Минтурно) — итальянский профессиональный фехтовальщик, чемпион летних Олимпийских игр 1900.
На Играх 1900 в Париже Конте участвовал в двух дисциплинах — на рапире и на сабле. В первом соревновании он смог в итоге занять четвёртое место, но во втором выиграл весь турнир, завоевав золотую медаль.